# Брен сир Сеј
Брен сир Сеј (фр. Brin-sur-Seille) насеље је и општина у североисточној Француској у региону Лорена, у департману Мерт и Мозел која припада префектури Нанси.
По подацима из 2011. године у општини је живело 684 становника, а густина насељености је износила 58,41 становника/km². Општина се простире на површини од 11,71 km². Налази се на средњој надморској висини од 240 метара (максималној 263 m, а минималној 193 m).

## Демографија
| 1962. | 1968. | 1975. | 1982. | 1990. | 1999. | 2011. |
| ----- | ----- | ----- | ----- | ----- | ----- | ----- |
| 420   | 556   | 549   | 603   | 601   | 582   | 684   |

График промене броја становника у току последњих година